# Linkage
Albums de Mami Kawada
Savia
(2008) Square The Circle
(2012)
Singles
Linkage est le 3e album de Mami Kawada, sorti sous le label Geneon Entertainment le 24 mars 2010 au Japon.

## Présentation
L'album a été produit par I've Sound. Il atteint la 26e place du classement de l'Oricon, et reste classé pendant 4 semaines pour un total de 9 237 exemplaires vendus. Il contient 3 de ces derniers singles, PSI-missing, Masterpiece et Prophecy. All In Good Time a été utilisé comme thème de générique de fin de l'anime Shakugan no Shana S et Dreams est une reprise du groupe The Cranberries.
Toutes les chansons sont écrites par Mami Kawada, sauf Dreams qui a été écrite par Dolores O'Riordan et Noel Hogan.

## Liste des titres
Toutes les paroles sont écrites par Mami Kawada.
| 1.  | Succession                               | Tomoyuki Nakazawa, Takeshi Ozaki | 0:56 |
| 2.  | Climax                                   | Tomoyuki Nakazawa, Takeshi Ozaki | 4:05 |
| 3.  | PSI-missing                              | Tomoyuki Nakazawa, Takeshi Ozaki | 4:21 |
| 4.  | Toy                                      | Maiko Iuchi                      | 4:10 |
| 5.  | Kotoba, Kokoro no Koe (言葉、心の声)     | Kazuya Takase, Mai Nakazaki      | 5:00 |
| 6.  | Prophecy                                 | Tomoyuki Nakazawa, Takeshi Ozaki | 4:50 |
| 7.  | In Answer                                | C.G mix                          | 4:52 |
| 8.  | Masterpiece                              | Maiko Iuchi                      | 4:37 |
| 9.  | Awareness (アウェアネス)                 | Kazuya Takase                    | 5:24 |
| 10. | Linkage                                  | Tomoyuki Nakazawa, Takeshi Ozaki | 4:26 |
| 11. | Mirai no Tsubu ～I'm formed～ (未来の粒) | Maiko Iuchi                      | 5:30 |
| 12. | All in good time                         | Tomoyuki Nakazawa, Takeshi Ozaki | 5:06 |
| 13. | Dreams                                   |                                  | 4:43 |

| 1. | Linkage |  |